# Sorgo
El sorgo o melca (Sorghum) és un gènere de gramínies, amb algunes espècies conreades com cereals i que també inclou algunes males herbes. El gènere comprèn unes trenta espècies dins la família de les poàcies (subfamília de les andropogònies).
Les espècies del gènere són originàries de l'est d'Àfrica, tret d'una única espècie que és nativa de Mèxic. Probablement, el sorgo era la dacsa documentada al País Valencià des del segle xiii fins que aquest nom va servir per a denominar la dacsa actual (Zea mays), provinent d'Amèrica i que va substituir els cultius de sorgo.
El sorgo conreat per a gra ocupa la cinquena posició en la producció de gra en el món amb unes 44.000.000 hectàrees conreades.

## Nomenclatura
El nom genèric Sorghum va ser creat per Conrad Moench en 1794 i adoptat oficialment. Deriva de l'italià sorgo que era l'evolució del llatí surico < syricus < syriacus 'sirià'. La denominació Sorgum L. no és vàlida.

## Genoma del sorgo
L'any 2009, un equip de cercadors internacional va anunciar que havien arribat a seqüenciar el genoma del sorgo; aquest fet va ser publicat a la revista Nature. Va ser el segon cereal herbaci del qual s'ha disposat de l'ADN complet, després d'aconseguir-se amb l'arròs, i la comparació del seu codi genètic amb altres cereals pot permetre d'estudiar-ne els avantatges.

## Conreu
S'estima que la domesticació de la principal espècie d'ús alimentari de la melca, Sorghum bicolor, es va produir al voltant del segle i aC a la zona d'Etiòpia. Espècies silvestres s'utilitzaven per a alimentació des de feia mil·lennis, tant a l'Àfrica com a la regió índica. El sorgo com a cultiu domèstic no es va arribar a introduir al continent europeu fins a l'any 60 dC, i tot i això, la seva extensió no va ser mai gaire gran; posteriorment al descobriment del continent americà, es creu que els esclaus que van ser conduïts a Amèrica van ser els que el van introduir en aquell continent.
El sorgo conreat ha derivat del seu progenitor silvestre que pertany a la subespècie verticilliflorum, observant la màxima variació del gènere Sorghum a la regió del quadrant nord-oriental d'Àfrica que comprèn Etiòpia, el Sudan i Àfrica oriental (Doggett, 1988). Sembla que la melca es va desplaçar cap Àfrica oriental des Etiòpia voltant de l'any 200 o fins i tot abans. El van portar a l'Àfrica oriental i austral els bantus, que empraven el gra principalment per fer cervesa. Els bantus, que probablement van iniciar la seva expansió partint del sud del Camerun entorn del segle i, es van desplaçar al llarg de la frontera meridional del cinturó de la selva congolesa i van arribar a l'Àfrica oriental, potser abans de l'any 500 dC.
Els bantus van adoptar la melca dels pobles de l'Àfrica oriental, donant-se després una ràpida expansió fins als països de la sabana de l'Àfrica oriental i austral durant els últims mil anys. El sorgo dels nostres dies que es cultiva a l'Àfrica central i austral està estretament emparentat amb els de la República Unida de Tanzània i guarda un parentiu més distant amb els d'Àfrica occidental, ja que les selves equatorials constituir una barrera real a la seva difusió.
El sorgo va ser portat de l'Àfrica oriental a l'Índia, probablement durant el primer mil·lenni aC probablement traspostat en vaixells. El sorgo de l'Índia està emparentat amb els del nord-est d'Àfrica i la costa entre el Cap Guardafui i Moçambic.
La seva difusió al llarg de la costa del sud-est asiàtic i al voltant de la Xina es donà al voltant de l'inici de l'era cristiana, tot i que és possible que la melca arribés a la Xina a través de les rutes del comerç de la seda.
La introducció del sorgo a Amèrica, amb el nom maíz de Guinea, procedeix des de l'Àfrica occidental amb els tractants d'esclaus cap a mitjan segle xix. Encara que aquest cereal va arribar a Amèrica Llatina a través del comerç dels esclaus i per obra de navegants que feien la ruta comercial Europa-Africa-Amèrica Llatina al segle xvi, el seu cultiu no va arribar a adquirir importància fins al segle xx. El mateix ocorre amb Austràlia.
Nombroses espècies de sorgo són cultivades per a ser utilitzades com a aliment, farratge, per a producció de begudes alcohòliques o per fabricar biocombustibles. El conreu del sorgo és important a l'Àfrica, Amèrica Central i l'Àsia meridional i és considerat el cinquè cereal en importància a nivell mundial.
Principalment se'n conreen dues espècies; una d'elles, Sorghum bicolor, originària de l'Àfrica, i l'altra, pastura sudanesa (Sorghum sudanensis), com a farratge. Tradicionalment, a l'Àfrica se n'obté una beguda alcohòlica, fibra i sucre.

### Exigències del cultiu
Les exigències respecte a la calor que la melca necessita per a gra són més elevades que les de blat de moro, en gran part a causa del seu origen tropical. Per germinar necessita una temperatura de 12 a 13 °C; pel que la seva sembra ha de fer-se de 3 a 4 setmanes després del blat de moro. El creixement de la planta no és veritablement actiu fins que se sobrepassen els 15 °C, situant-se l'òptim cap als 32 °C.
Al principi del seu desenvolupament, la melca suporta les baixes temperatures de forma semblant al blat de moro, i la seva sensibilitat a la tardor és també comparable. Els descensos de temperatura en el moment de la floració poden reduir el rendiment del gra. Al contrari, la melca resisteix molt millor que el blat de moro les altes temperatures. Si la terra és prou fresca no es comprova avortament de flors amb les fortes calors.
La melca resisteix la sequera millor que el blat de moro. És capaç de patir sequera durant un període bastant llarg, i reprendre el seu creixement més endavant quan cessa la sequera, sense que se'n ressenti el rendiment, ja que l'arrel penetra fins a 120 cm a la terra, i les fulles, ceroses, eviten part de la transpiració. D'altra banda, necessita menys quantitat d'aigua que el blat de moro per formar un quilogram de matèria assecada. Es considera que un reg d'entre 450 i 550 mm d'aigua durant tot el seu cicle és la quantitat òptima per a un bon creixement; no obstant això, 350 mm es considera una mesura dins un rang acceptable, i en la línia dels 250 mm per cicle el mínim obligatori per a la planta.
Per això en els secans de la Catalunya subhumida (Berguedà i Osona) va millor el sorgo que el blat de moro.
Es desenvolupa bé en terrenys alcalins, sobretot les varietats ensucrades que exigeixen la presència a la terra de carbonat càlcic, la qual cosa augmenta el contingut en sacarosa de tiges i fulles. Prefereix terrenys sans, profunds, no gaire pesats; i suporta una mica el contingut en sal.
És un mal precedent d'altres cultius, particularment per als cereals de tardor.
Els grans de les varietats tradicionals eren molt atacats pels ocells i a més resultaven tòxics per al ramat si les consumien abans d'haver-se assecat. Aquests aspectes s'han solucionat amb la millora genètica. Des del punt de vista nutritiu farratger, el gra de sorgo s'assembla molt al del blat de moro i el substitueix en les racions dels animals.

## Usos
La melca en les seves diverses varietats s'usa per a consum humà, tant per a alimentació com per a elaboració de begudes alcohòliques i per a alimentació animal a la producció de farratges o pinsos.
Per al consum humà és usat principalment a l'Àfrica, en particular Etiòpia i Somàlia, i a l'Índia i la Xina, on és ingredient per a la preparació de diversos plats tradicionals o de la gastronomia típica com truites, pans amb llevat i sense, farinetes i cuscús o s'usa el gra sencer i pelat cuit en presentació semblant a l'arròs per acompanyar amb carn i verdures. A la Xina s'usa per a preparació de begudes alcohòliques (aiguardents).
Com a pinso és usat principalment als Estats Units, Mèxic i el Japó, seguits, per l'Argentina, els territoris que van ser de la Unió Soviètica i Veneçuela. Aquests països absorbeixen conjuntament més del 80 per cent de la utilització mundial de melca en forma de pinso. Actualment cada vegada és més usat en la producció de biodièsel, sent, junt amb el blat de moro, el blat i l'ordi els més demandats..
Pel fet de ser un aliment que no conté gluten, el situa com una opció alimentaria interessant per a les persones celíaques.

## Producció

### Majors productors de sorgo
Les dades de la USDA (Departament d'Agricultura dels Estats Units) i la FAO sobre els majors productors de sorgo només es troben per al conjunt d'espècies, tot i que es pressuposa que la majoria de cultivars són de Sorghum bicolor. La taula següent presenta les dades de la USDA.
| Els majors productors de sorgos (2008/09) |                              |                      |             |
| Rang                                      | País                         | Producció (en tones) | Percentatge |
| 1                                         | EUA                          | 11.998               | 19,22%      |
| 2                                         | Nigèria                      | 11.000               | 17,63%      |
| 3                                         | Índia                        | 7.240                | 11,60%      |
| 4                                         | Mèxic                        | 6.300                | 10,09%      |
| 5                                         | Sudan                        | 4.700                | 7,53%       |
| 6                                         | Etiòpia                      | 2.619                | 4,20%       |
| 7                                         | Austràlia                    | 2.400                | 3,85%       |
| 8                                         | Argentina                    | 2.300                | 3,69%       |
| 9                                         | Brasil                       | 2.000                | 3,20%       |
| 10                                        | Burkina Faso                 | 1.800                | 2,88%       |
| 11                                        | República Popular de la Xina | 1.800                | 2,88%       |
| 12                                        | Níger                        | 1.000                | 1,60%       |
| 13                                        | Egipte                       | 900                  | 1,44%       |
| 14                                        | Tanzània                     | 900                  | 1,44%       |
| 15                                        | EU-27                        | 521                  | 0,83%       |
|                                           | Altres                       | 4.932                | 7,90%       |
|                                           | Món                          | 62.410               | 100,00%     |

### Producció en tones
| Producció en tones. Dades del 2004-2005 Base de dades de la FAOSTAT (FAO) |               |      |               |      |
| Estats Units                                                              | 11.554.970,00 | 20%  | 10.005.340,00 | 17%  |
| Nigèria                                                                   | 8.028.000,00  | 14%  | 8.028.000,00  | 14%  |
| Índia                                                                     | 7 700 000,00  | 13%  | 7 500 000,00  | 13%  |
| Mèxic                                                                     | 7 004 400,00  | 12%  | 6 300 000,00  | 11%  |
| Sudan                                                                     | 2 600 000,00  | 4%   | 4 228 000,00  | 7%   |
| Argentina                                                                 | 2 160 000,00  | 4%   | 2 900 000,00  | 5%   |
| R.P. de la Xina                                                           | 2 340 826,00  | 4%   | 2 592 800,00  | 4%   |
| Austràlia                                                                 | 2 009 000,00  | 3%   | 2 177 000,00  | 4%   |
| Etiòpia                                                                   | 1 784 282,00  | 3%   | 1 800 000,00  | 3%   |
| Brasil                                                                    | 2 130 720,00  | 4%   | 1 529 600,00  | 3%   |
| Burkina Faso                                                              | 1 399 302,00  | 2%   | 1 399 302,00  | 2%   |
| Egipte                                                                    | 863 716,00    | 1%   | 950 000,00    | 2%   |
| Tanzània                                                                  | 800 000,00    | 1%   | 890 000,00    | 2%   |
| Mali                                                                      | 664 083,00    | 1%   | 607 932,00    | 1%   |
| Camerun                                                                   | 607 814,00    | 1%   | 600 000,00    | 1%   |
| Altres països                                                             | 6 996 573,70  | 12%  | 7 118 784,30  | 12%  |
| Total                                                                     | 58 643 686,70 | 100% | 58 626 758,30 | 100% |

### Producció en tones per a la pastura i l'ensitjat
| Producció en tones per a la pastura i l'ensitjat. Dades del 2004-2005 Base de dades de la FAOSTAT (FAO) |               |      |               |      |
| Argentina                                                                                               | 11.241.667,00 | 51%  | 11.241.667,00 | 52%  |
| Estats Units                                                                                            | 4 320 920,00  | 19%  | 3 826 510,00  | 18%  |
| Mèxic                                                                                                   | 3 295 000,00  | 15%  | 3 295 000,00  | 15%  |
| Japó | 1 194 000,00  | 5%   | 1 100 000,00  | 5%   |
| Iemen                                                                                                   | 960 000,00    | 4%   | 960 000,00    | 4%   |
| França                                                                                                  | 385 000,00    | 2%   | 390 000,00    | 2%   |
| Portugal                                                                                                | 360 000,00    | 2%   | 370 000,00    | 2%   |
| Itàlia                                                                                                  | 300 000,00    | 1%   | 320 000,00    | 1%   |
| Espanya                                                                                                 | 170 000,00    | 1%   | 168 000,00    | 1%   |
| Grècia                                                                                                  | 10 000,00     | 0%   | 10 000,00     | 0%   |
| Nova Zelanda                                                                                            | 8 000,00      | 0%   | 8 000,00      | 0%   |
| Altres països                                                                                           | –             | 0%   | —             | 0%   |
| Total                                                                                                   | 22 244 587,00 | 100% | 21 689 177,00 | 100% |

### Producció en terres de parla catalana

#### Catalunya
| any  | explotacions (total) | hectàrees (total) | explotacions (secà) | hectàrees (secà) | explotacions (regadiu) | hectàrees (regadiu) |
| ---- | -------------------- | ----------------- | ------------------- | ---------------- | ---------------------- | ------------------- |
| 2007 | 311                  | 1.503             | 271                 | 1.317            | 51                     | 185                 |
| 2005 | 320                  | 3.518             | 245                 | 2.593            | 96                     | 925                 |
| 2003 | 445                  | 3.801             | 380                 | 3.330            | 117                    | 471                 |
| 1997 | 1.360                | 7.443             | 999                 | 5.389            | 533                    | 2.053               |
| 1995 | 713                  | 3.185             | 564                 | 2.494            | 188                    | 692                 |
| 1993 | 444                  | 1.828             | 230                 | 788              | 303                    | 1.040               |

Segons l'Idescat, l'any 2008 a Catalunya es van exportar 3.704 tones de melca en gra, que representen un 14,2% del total, i es van importar 872.664 tones, que representen un 54,2%.

#### País Valencià
Segons la Conselleria d'Agricultura, Pesca i Alimentació de la Generalitat Valenciana, l'any 2010 el cultiu del sorgo no es trobava entre les quatres produccions de cereal per a gra més importants del País Valencià (eren l'arròs, el blat, la civada i el blat de moro).

#### Illes Balears
Segons les estadístiques de la Conselleria d'Agricultura i Pesca del Govern de les Illes Balears, la presència del sorgo com a cultiu de cereal a les Illes Balears és merament testimonial; la presència és gairebé inexistent a Menorca, Eivissa i Formentera, i únicament a Mallorca l'any 2008 el cultiu del sorgo va arribar a les 3 hectàrees d'extensió, aconseguint-se una producció d'11 tones.
Pel que fa al seu cultiu com a farratge, n'hi hs una certa presència a dues de les illes (any 2008): per un costat, tenim que a Mallorca es van cultivar 35 hectàrees de sorgo, amb una producció final de 525 tones, i per altra banda, a Menorca van ser 76 ha. amb un resultat final de 1.149 tones.

## Característiques
El sorgo té un hàbit i una fisiologia vegetal (metabolisme de les C4) semblants als del blat de moro (Zea mays), però amb un sistema radicular més extens i ramificat, de característiques fibroses i de fins a 12 dm de profunditat. La tija és cilíndrica, amb una alçada d'entre 1 i 4 metres, amb una inflorescència terminal en forma d'espiga composta de flors bisexuals. El gra és una cariòpside d'aproximadament 4 mm de diàmetre.

### Composició química
| Matèria seca | pH   | cendres | PB    | NH4  | EE   | FB    | FND   | FAD   | LAD  | Midó |
| ------------ | ---- | ------- | ----- | ---- | ---- | ----- | ----- | ----- | ---- | ---- |
| < 20         | 3,95 | 10,41   | 11,26 | 0,09 | 3,41 | 32,39 | 60,28 | 36,84 | 4,17 | -    |
| 20-25        | 3,89 | 8,56    | 10,17 | 0,03 | 3,49 | 31,17 | 58,32 | 35,63 | 4,87 | -    |
| 25-30        | 3,97 | 8,66    | 9,87  | 0,02 | 3,38 | 30,13 | 56,88 | 33,94 | 5,67 | -    |
| 30-35        | 3,90 | 8,49    | 9,34  | 0,02 | 3,30 | 29,10 | 55,43 | 33,06 | 4,60 | -    |
| > 35         | 3,86 | 8,99    | 9,63  | 0,02 | 3,51 | 29,72 | 55,78 | 33,78 | 4,67 | -    |

| Ca   | P    | Mg   |
| ---- | ---- | ---- |
| 0,59 | 0,61 | 0,57 |

## Taxonomia i morfologia

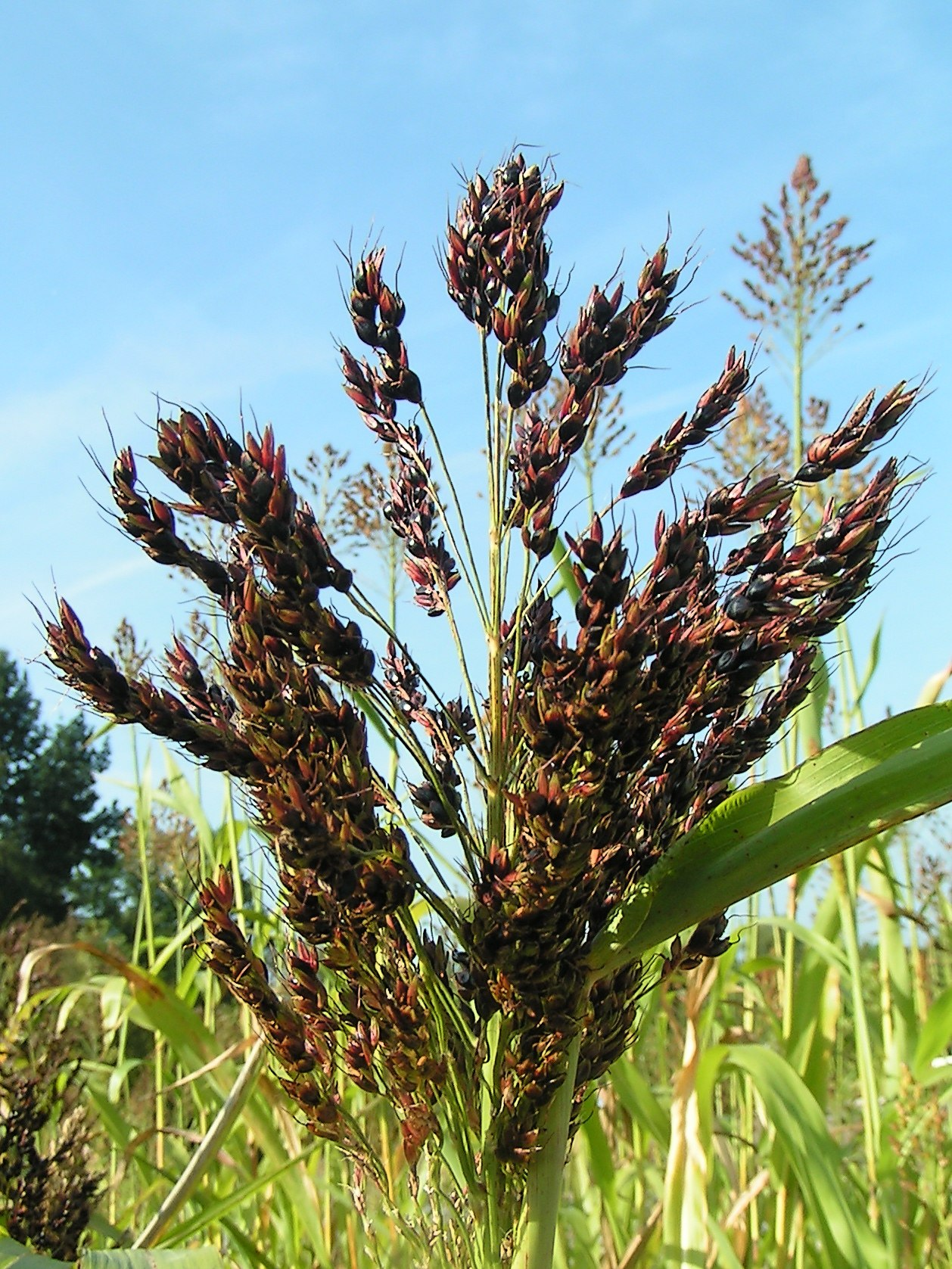
Sorghum bicolor

El sorgo pertany a la família de les gramínies. Les espècies són el Sorghum vulgare i el Andropogum sorgum sudanensis.
El sorgo té una alçada d'entre 1 i 2 metres. Té inflorescències a les panotxes i llavors de 3 mm, esfèriques i oblongues, de color negre, vermellós i grogós. Té un sistema radicular que pot arribar a terrenys permeables a 2 metres de profunditat; té tres tipus diferents d'arrels: laterals, adventícies i aèries. Les flors tenen estams i pistils.
Les llavors de la melca tenen forma esfèrica i oblonga d'una 3 mi·límetres, i són de colors negre, vermellós i grogós.
El valor energètic del gra de sorgo és un xic inferior al del blat de moro. Es pot estimar com a mitjana uns 1,08 UF/kg. Comparant-lo amb el gra de blat de moro, el del sorgo és generalment una mica més ric en proteïnes però pobre quant a matèria grassa; com les del blat de moro, són d'un valor biològic força dèbil; són particularment deficitàries en lisina.

### Subgèneres[1]
- Chaetosorghum
- Heterosorghum
- Parasorghum
- Sorghum
- Stiposorghum

### Espècies
- Sorghum almum
- Sorghum amplum
- Sorghum angustum
- Sorghum arundinaceum
- Sorghum bicolor (principal espècie cultivada)[21]
- Sorghum brachypodum
- Sorghum bulbosum
- Sorghum burmahicum
- Sorghum controversum
- Sorghum drummondii
- Sorghum ecarinatum
- Sorghum exstans
- Sorghum grande
- Sorghum halepense
- Sorghum interjectum
- Sorghum intrans
- Sorghum laxiflorum
- Sorghum leiocladum
- Sorghum macrospermum
- Sorghum matarankense
- Sorghum miliaceum
- Sorghum nigrum
- Sorghum nitidum
- Sorghum plumosum
- Sorghum propinquum
- Sorghum purpureosericeum
- Sorghum stipoideum
- Sorghum timorense
- Sorghum trichocladum
- Sorghum versicolor
- Sorghum virgatum
- Sorghum vulgare

(vegeu-ne una relació més exhaustiva a Wikispecies)

### Híbrids
- Sorghum × almum
- Sorghum × drummondii

### Sinònims
Blumenbachia Koeler, 
*Sarga Ewart, 
*Vacoparis Spangler. (Els gèneres marcats amb un asterisc [*] són sinònims probables.)

## Plagues[23]

### Plagues del sòl
Les principals plagues del sòl són els cucs del filferro (Melanotus sp., Agriotes sp., Dalopius sp), els cucs blancs (Anoxia villosa), els cucs  grisos (Agrotis segetum), els tipúlids (Tipulia oleracea) i els cucs talladors (diverses espècies).

### Plagues del cultiu
Com en tots els cultius, el sorgo no és aliè als atacs que efectuen diverses espècies d'insectes i altres plagues secundàries ocasionals. Entre d'altres hi ha Heliothis sp. (lepidòpter que ataca moltes espècies de plantes) el cuc del cogollo (Spodoptera frugiperda), el cuc soldat (Spodoptera exigua), l'aranya vermella (Tetranychus sp.), la mosqueta de la panotxa (Contarinia sorghicola), els pugons i el barrinador de la tija (Diatraea sp., Elasmopalpus lignoselus).